# Чемпионат Европы по фигурному катанию 2026
Чемпионат Европы по фигурному катанию 2026 года — планируемое соревнование по фигурному катанию среди фигуристов Старого Света в сезоне 2025—2026 годов, организованное Международным союзом конькобежцев (ИСУ). Соревнования состоятся в британском городе Шеффилде с 12 по 18 января 2026 года. Будут разыграны медали в мужском, женском одиночном катании, парном катании и танцах на льду.

## Место проведения
В октябре 2022 года ИСУ рассмотрело право на проведения европейского чемпионата 2026 года. Было подано три заявки. Кроме британской кандидатуры был швейцарский город Лозанна и австрийский город Инсбрук. ИСУ предоставил это право во второй раз английскому городу Шеффилду. Последний раз там континентальный чемпионат проходил 14 лет назад, в 2014 году тоже на катке «Утилита Арена Шеффилд». Великобритания получила европейский чемпионат в пятый раз.

## Участники
В чемпионате примут участие фигуристы из европейских стран — членов Международного союза конькобежцев (к европейским странам также относятся некоторые азиатские страны), достигшие 17-летнего возраста на момент 1 июля 2025 года.
По итогам чемпионата Европы 2025 года каждая страна имела право выставить от одного до трех спортсменов в каждой дисциплине. Национальные федерации составляли заявку на основе собственных критериев, но выбранные фигуристы должны были достичь минимальной технической оценки элементов на международном соревновании до чемпионата Европы.

### Представительство по странам
Более одного участника (пары) могут представить, по результатам предыдущего чемпионата, следующие национальные федерации:
|   | Мужчины                                                  | Женщины                                                                       | Пары                                                              | Танцы                                                      |
| - | -------------------------------------------------------- | ----------------------------------------------------------------------------- | ----------------------------------------------------------------- | ---------------------------------------------------------- |
| 3 | Италия                                                   | Эстония · Грузия · Италия                                                     | Германия · Италия                                                 | Франция · Финляндия                                        |
| 2 | Швейцария · Франция · Грузия · Латвия · Эстония · Польша | Бельгия · Швейцария · Румыния · Польша · Великобритания · Франция · Финляндия | Венгрия · Грузия · Великобритания · Польша · Франция · Нидерланды | Италия · Великобритания · Испания · Литва · Грузия · Чехия |